# 미디어 발전 관리국
미디어 발전 관리국(영어: Media Development Authority, 약칭 MDA, 중국어: 媒体发展管理局)은 싱가포르의 영상물 등급 심의 기관이다.

## 등급의 종류
- : 모든 연령이 관람할 수 있다.
- : 모든 연령이 관람할 수 있으나, 어린이의 경우 보호자의 지도가 요구된다.
- : 연령 제한이 없으나, 13세 미만의 어린이에게는 보호자의 지도가 요구된다.
- : 만 16세 이상의 자만 관람할 수 있다.
- : 만 18세 이상의 자만 관람할 수 있다.
- : 만 21세 이상의 자만 관람할 수 있으며, 특별히 허가된 극장에서만 상영할 수 있다.

## 같이 보기
- 싱가포르 방송 협회